# 세쿠아나

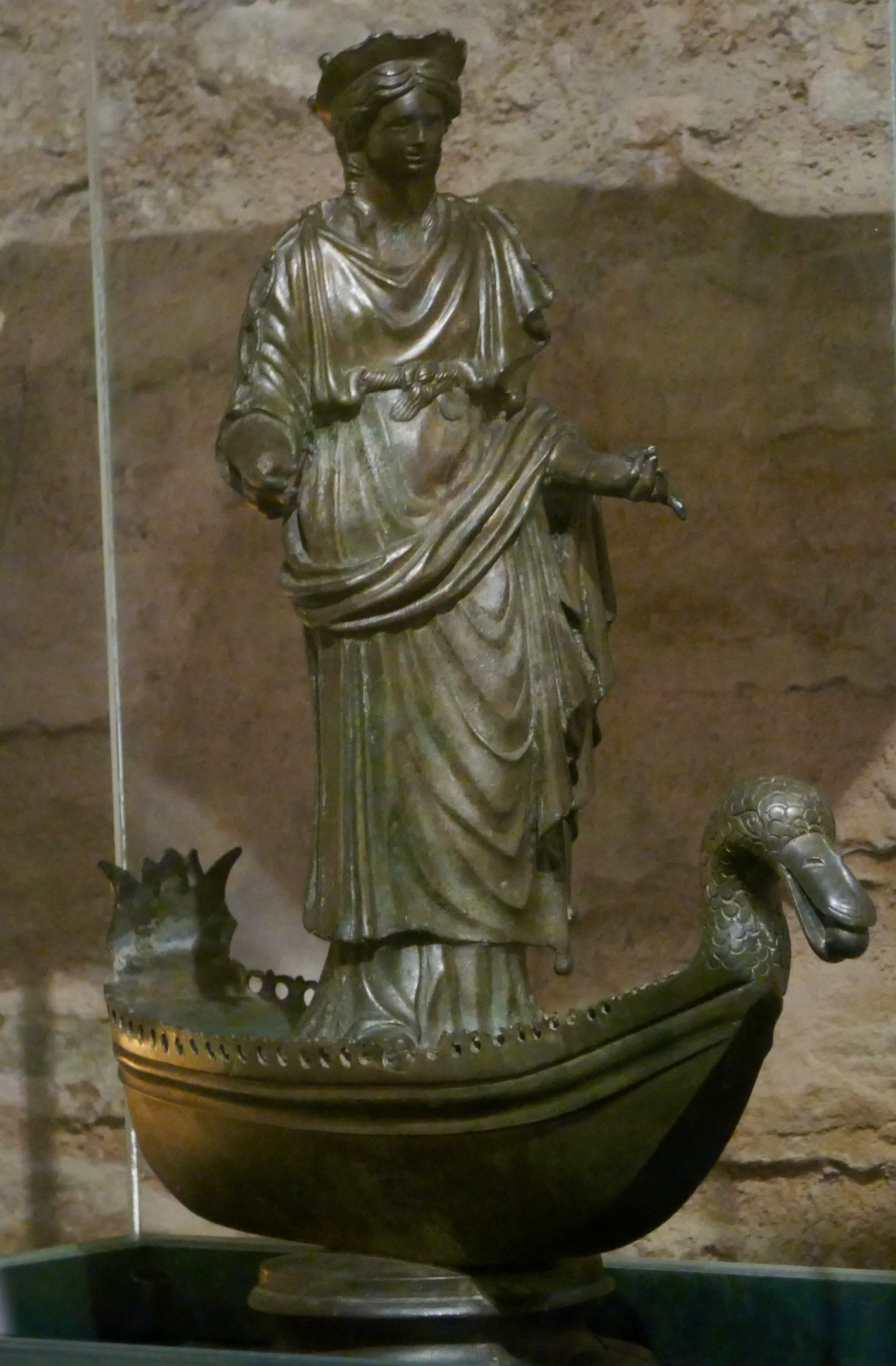

세쿠아나(Sequana)는 갈로로마인 종교에서 믿은 센강의 여신, 정확히는 센강의 수원지인 샘들의 여신이며 갈리아인 부족 세쿠아니의 수호신이었다.  센강의 발원지가 되는 샘들은 오늘날의 부르고뉴 디종 서북쪽으로 좀 떨어진 골짜기에 있었으며, 기원전 1-2세기에 갈리아인들이 치유의 샘물을 거기 설치했다. 이후 갈리아를 정복한 로마인들이 거기에 신전을 세웠다. 신전에는 세쿠아나의 이름을 새긴 커다란 솥이 있었고, 솥 안에 청동과 은으로 만든 사람의 신체부위 모형을 넣고 그 부위가 치유되기를 기원하였다. 사람들은 몸의 치유를 기원하여 세쿠아나 신전으로 순례를 왔고, 순례객들은 돈, 과일, 개, 새 등의 제물을 가져왔다.